# Zorzines masuii
Zorzines masuii är en fjärilsart som beskrevs av Sato 1990. Zorzines masuii ingår i släktet Zorzines och familjen nattflyn. Inga underarter finns listade i Catalogue of Life.